# دومنيكينو

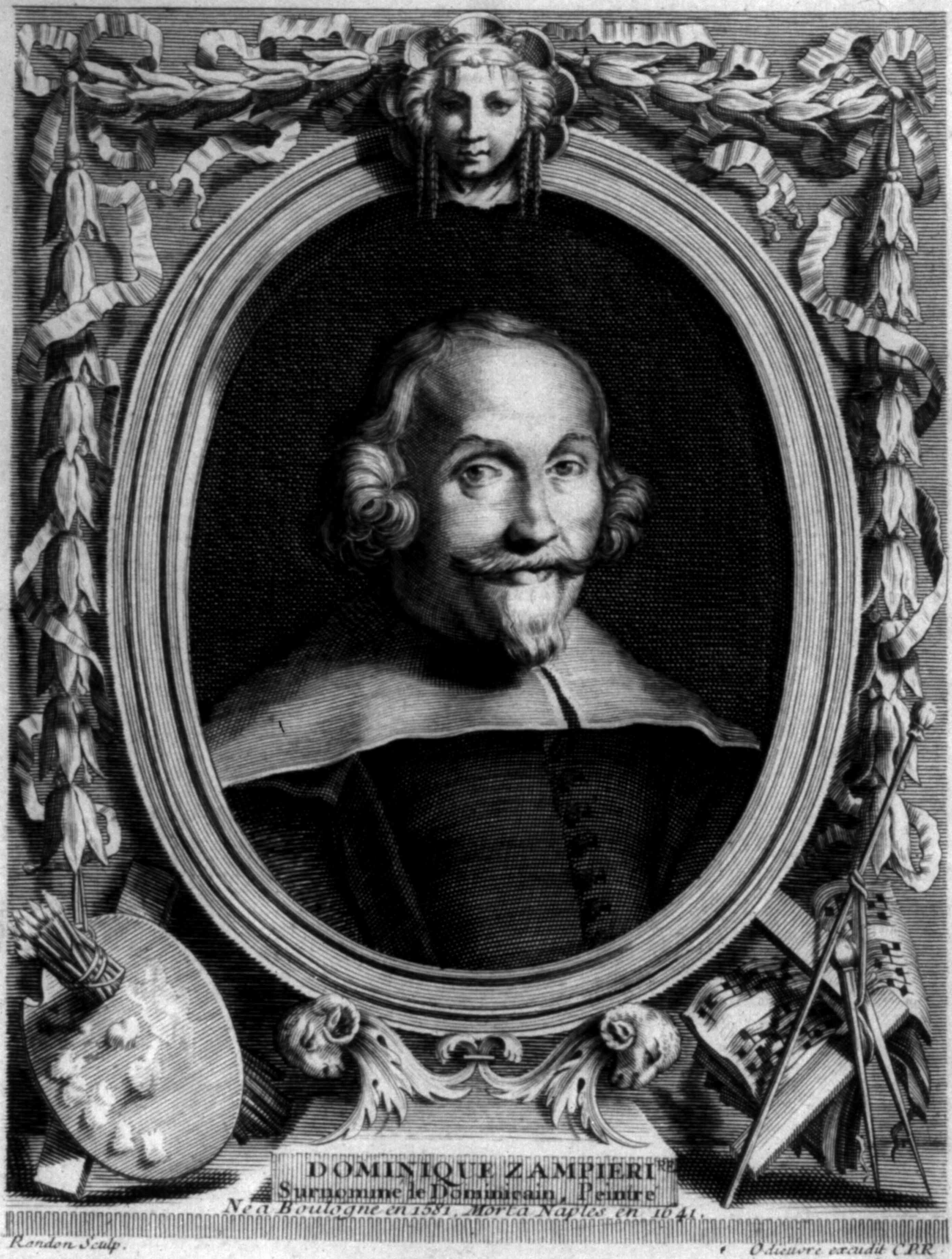
دومنيكو زامبيري

دومنيكينو (بالإيطالية: Domenichino) وهو اسم الشهرة الذي عرف به دومنيكو زامبيري Domenico Zampieri، وهو فنان تشكيلي من إيطاليا في الفترة الباروكية من أتباع المدرسة البولونية Bolognese School في الرسم التشكيلي.
ولد دومنيكينو في مدينة بولونيا الإيطالية في الحادي والعشرين من أكتوبر سنة 1581 وتوفي في نابولي في السادس من أبريل سنة 1641.
له العديد من الأعمال الفنية المشهورة.

## معرض صور لبعض أعماله

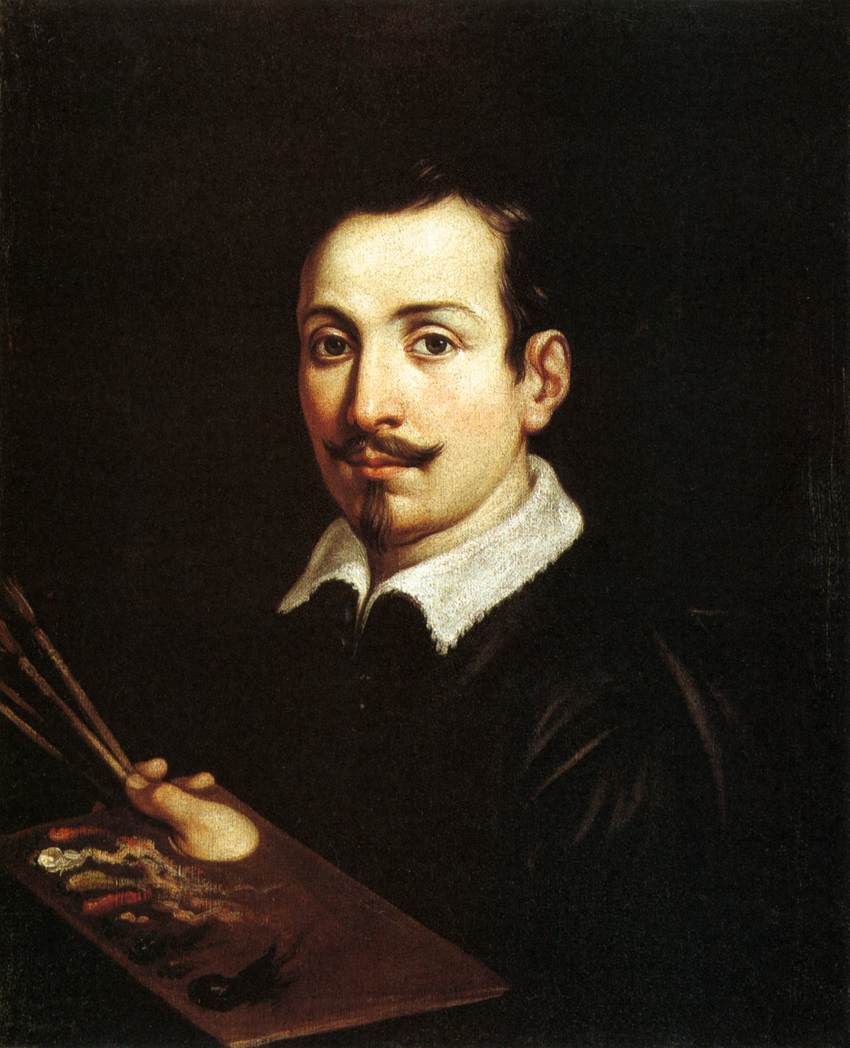
Portrait of Guido Reni, 1603-04
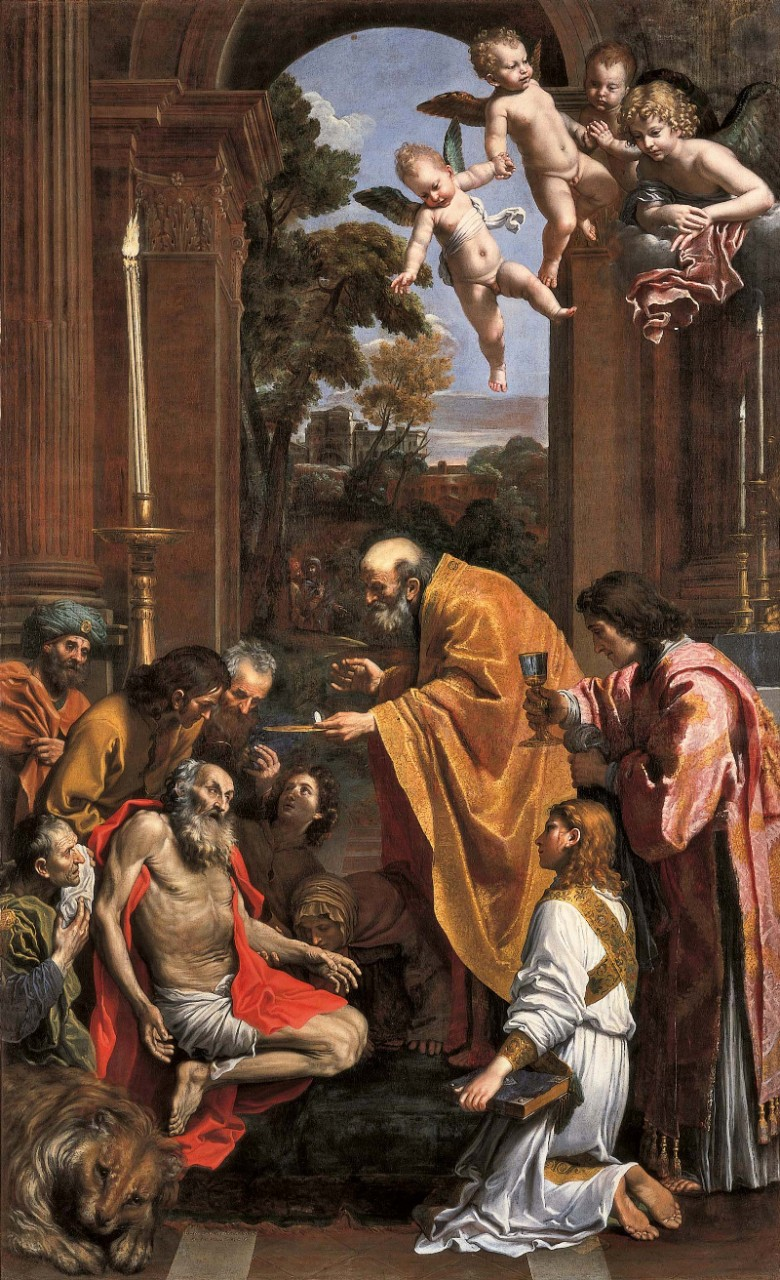
Last Communion of St. Jerome, 1614, Pinacoteca Vaticana
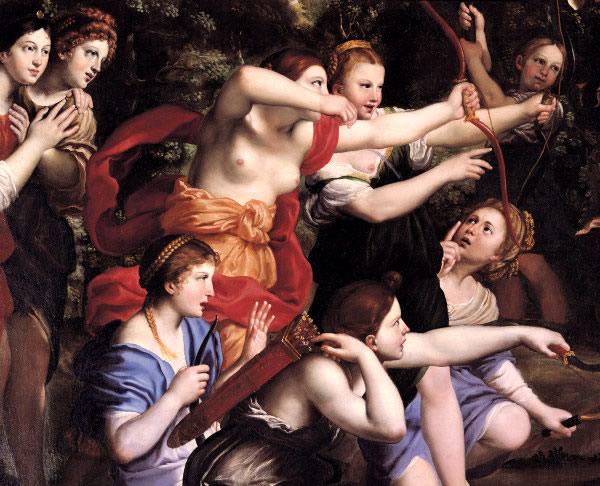
Detail from Diana and her Nymphs, 1616–17
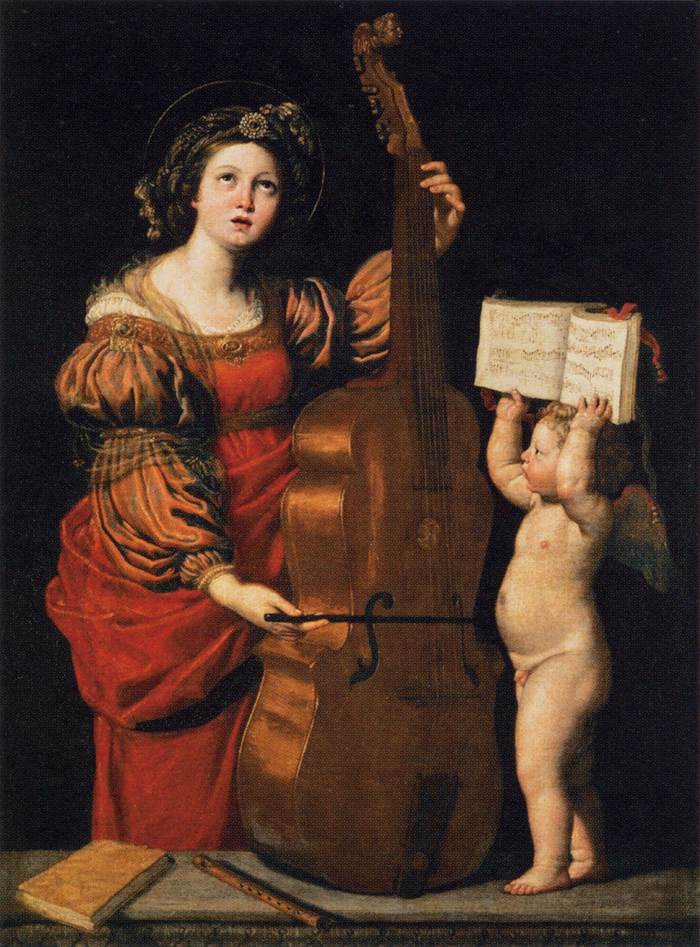
Saint Cecilia Playing the Viol, 1618
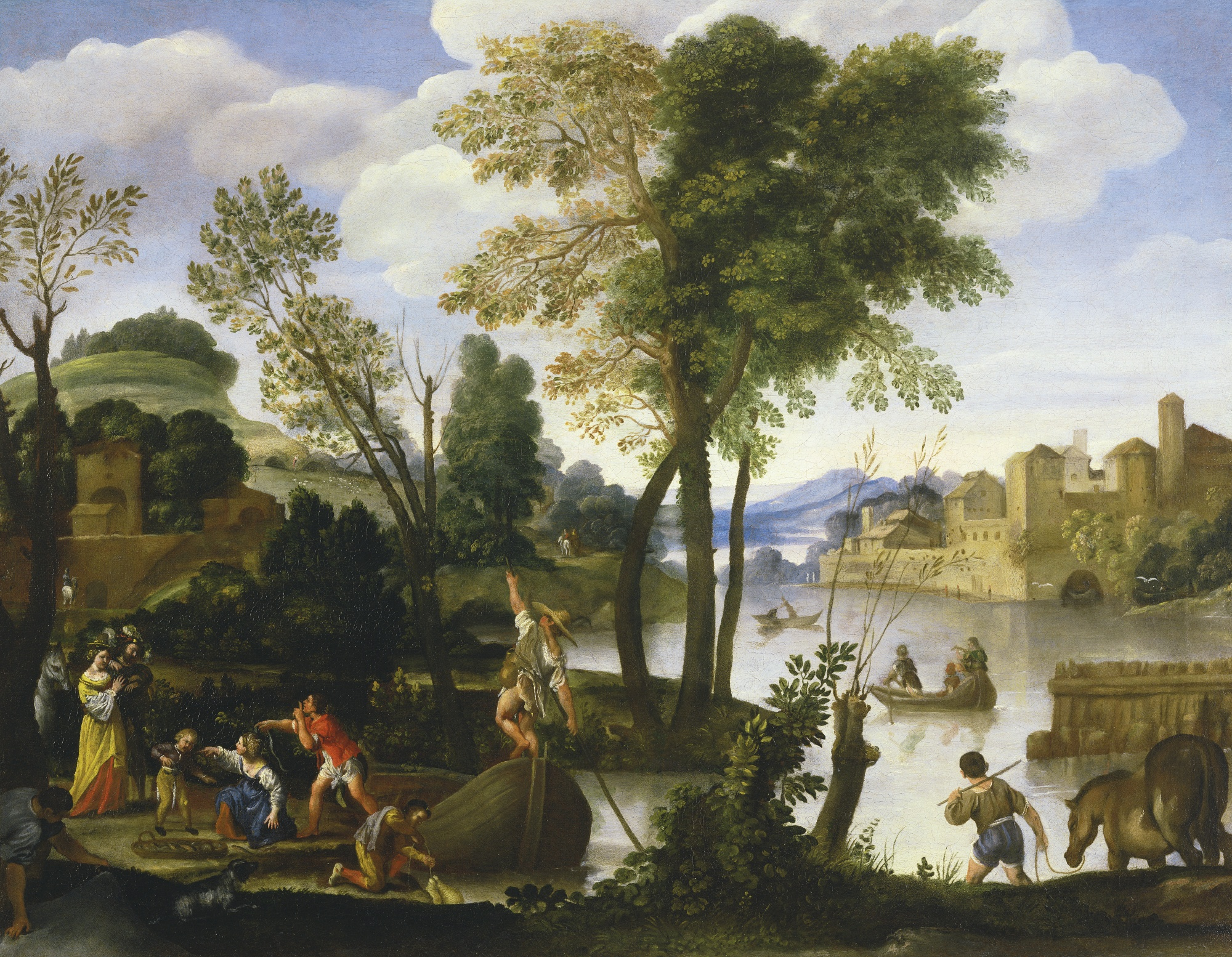
River landscape with Boatmen and Fisherman, an elegant couple walking by the shore
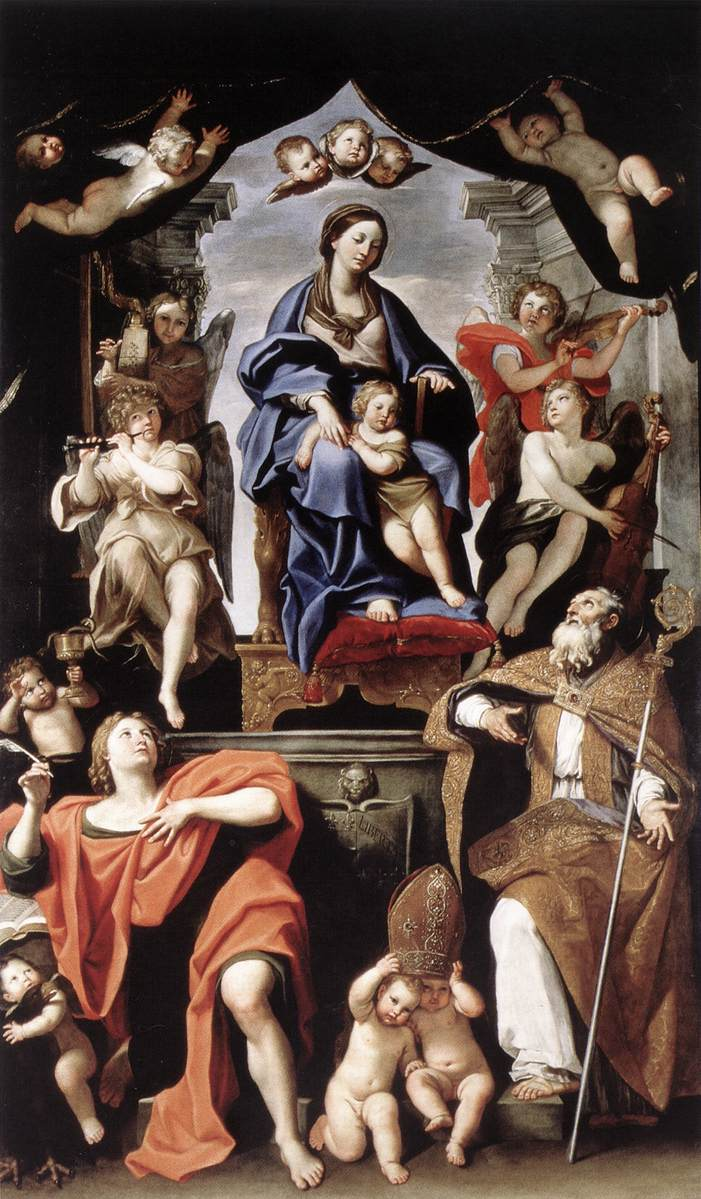
Madonna and Child with St Petronius and St John the Evangelist

## روابط خارجية
- دومنيكينو على موقع الموسوعة البريطانية (الإنجليزية)
- دومنيكينو على موقع ميوزك برينز (الإنجليزية)
- دومنيكينو على موقع إن إن دي بي (الإنجليزية)
- دومنيكينو على موقع ديسكوغز (الإنجليزية)